# Kaori Ičová
Kaori Ičó (japonsky 伊調 馨, * 13. června 1984 Hačinohe) je japonská volnostylařka.
V letech 2004 až 2016 vybojovala čtyřikrát olympijské zlato v kategorii do 63 kg ve volném stylu . Ve stejné váhové kategorii je sedminásobnou mistryní světa, jednou zvítězila a jednou vybojovala stříbro na Asijských hrách.
Zápasu se věnuje také její sestra Čiharu Ičová.